# Roissy-en-France
Roissy-en-France is een gemeente in het Franse departement Val-d'Oise (regio Île-de-France) en telt 2367 inwoners (1999). De plaats maakt deel uit van het arrondissement Sarcelles.
De gemeente geeft zijn naam aan de luchthaven Aéroport de Paris-Charles de Gaulle die deels op het grondgebied van de gemeente is gelegen. Door de luchthaven zijn Roissy en omliggende gemeenten ook een belangrijke urbanistische groeipool in de Parijse periferie geworden.

## Geografie
De oppervlakte van Roissy-en-France bedraagt 14,1 km², de bevolkingsdichtheid is 167,9 inwoners per km².
De onderstaande kaart toont de ligging van Roissy-en-France met de belangrijkste infrastructuur en aangrenzende gemeenten.

## Demografie
Onderstaande figuur toont het verloop van het inwonertal (bron: INSEE-tellingen).